# Epiphragma (Epiphragma) parviseta
Epiphragma (Epiphragma) parviseta is een tweevleugelige uit de familie steltmuggen (Limoniidae). De soort komt voor in het Neotropisch gebied.